# بازی‌های آسیایی ۱۹۶۲
بازی‌های آسیایی ۱۹۶۲ که به عنوان چهارمین دوره بازی‌های آسیایی (اندونزیایی: Asian Games ke-4)، آسیاد IV و جاکارتا ۱۹۶۲ نیز شناخته می‌شود، چهارمین نسخه از بازی‌های چند-ورزشی پان-آسیایی بود که توسط فدراسیون بازی‌های آسیایی (AGF) سازماندهی و برگزار شد. این بازی‌ها از ۲۴ اوت تا ۴ سپتامبر ۱۹۶۲ در جاکارتا، اندونزی برگزار شد. این نخستین رویداد بین‌المللی چند-ورزشی بود که به میزبانی این کشور ۱۷ سالهٔ جنوب شرقی آسیایی برگزار شد. جاکارتا برای دومین بار در سال ۲۰۱۸ به همراه پالم‌بانگ میزبانی مشترک بازی‌های آسیایی را برعهده گرفت.
این دوره با حضور ۱٬۴۶۰ ورزشکار از ۱۷ کشور آسیا در ۱۳ رشته ورزشی انجام شد.
قابل توجه‌ترین موضوع این دوره از بازی‌ها، محرومیت اسرائیل و تایوان از حضور در مسابقات بود. دولت اندونزی به منظور همبستگی با کشورهای مسلمان در خاورمیانه و جمهوری خلق چین، از صدور ویزای ورود برای هیئت‌های اسرائیلی و تایوانی خودداری کرد. این برخلاف قوانین فدراسیون بازی‌های آسیایی (AGF) و همچنین برخلاف تعهدی بود که اندونزی برای دعوت و میزبانی از همه اعضای AGF، از جمله کشورهایی که با آن‌ها هیچ رابطه دیپلماتیکی نداشت مانند اسرائیل، تایوان و جمهوری کره داده بود. این اقدام باعث شد تا فعالیت و عضویت اندونزی در کمیته بین‌المللی المپیک به حالت تعلیق درآید و از حضور این کشور در بازی‌های المپیک تابستانی ۱۹۶۴ منع شود، و اندونزی هم با میزبانی از رویداد چند-ورزشی موسوم به GANEFO در سال ۱۹۶۳ به این اقدام واکنش نشان داد.

## انتخاب میزبان
در ۲۳ مه ۱۹۵۸ رای‌گیری برای انتخاب میزبان بازی‌های سال ۱۹۶۲ در توکیو، ژاپن و پیش از برگزاری بازی‌های آسیایی ۱۹۵۸ برگزار شد و جاکارتا، اندونزی ۲۲ رای به‌دست آورد و توانست بر نامزد رقیب خود کراچی، پاکستان که ۲۰ رای آورده بود پیروز شود و مجوز میزبانی چهارمین دوره مسابقات را کسب کند.
| نتیجهٔ رای‌گیری برای انتخاب میزبان بازی‌های آسیایی ۱۹۶۲ | نتیجهٔ رای‌گیری برای انتخاب میزبان بازی‌های آسیایی ۱۹۶۲ | نتیجهٔ رای‌گیری برای انتخاب میزبان بازی‌های آسیایی ۱۹۶۲ | نتیجهٔ رای‌گیری برای انتخاب میزبان بازی‌های آسیایی ۱۹۶۲ |
| ---------------------------------------------------- | ---------------------------------------------------- | ---------------------------------------------------- | ---------------------------------------------------- |
| شهر                                                  | کشور                                                 | رای‌ها                                                |                                                      |
| جاکارتا                                              | اندونزی                                              | ۲۲                                                   |                                                      |
| کراچی                                                | پاکستان                                              | ۲۰                                                   |                                                      |

## ورزش‌ها
رشته وزنه‌برداری هم در برنامه بازی‌ها گنجانده شده بود اما IWF این مسابقات را به رسمیت نشناخت. زیرا فدراسیون اندونزی نتوانست حضور تایوان و اسرائیل را در این رویداد تضمین کند. در این دوره بدمینتون برای اولین بار در بازی‌های آسیایی به صورت رسمی حضور یافت.
| - دو و میدانی (۳۲) - بدمینتون (۶) - بسکتبال (۱) - بوکس (۱۰) - دوچرخه‌سواری (۴) | - شیرجه (۴) - هاکی روی چمن (۱) - فوتبال (۱) - تیراندازی (۵) - شنا (۲۱) | - تنیس روی میز (۷) - تنیس (۷) - والیبال (۴) - واترپلو (۱) - کشتی (۱۶) |

- - غیر رسمی
- تیراندازی با کمان (۳)

## کشورهای شرکت کننده
۱۷ کمیته ملی المپیک آسیا در این بازی‌ها شرکت کردند. در بازی‌های سال ۱۹۶۲ کشور ساراواک برای نخستین بار در بازی‌ها شرکت کرد.
| کمیته‌های ملی شرکت کننده |
| --- |
| - افغانستان (۱۱) - میانمار (۳۱) - کامبوج (۷۴) - سیلان (۳۲) - هنگ کنگ (۵۴) - هند (۷۴) - اندونزی (۲۸۵) - ژاپن (۲۱۰) - مالایا (۱۲۱) - شمال بورنئو (۲) - پاکستان (۷۶) - فیلیپین (۱۷۳) - ساراواک (۷) - سنگاپور (۹۴) - کره جنوبی (۱۳۷) - ویتنام جنوبی (۳۷) - تایلند (۱۲۷) |

## جدول مدال‌ها
*   کشور میزبان (اندونزی)
| رتبه            | کشور               | طلا | نقره | برنز | مجموع |
| --------------- | ------------------ | --- | ---- | ---- | ----- |
| ۱               | ژاپن (JPN)         | ۷۳  | ۵۶   | ۲۳   | ۱۵۲   |
| ۲               | اندونزی (INA)*     | ۱۱  | ۱۲   | ۲۸   | ۵۱    |
| ۳               | هند (IND)          | ۱۰  | ۱۳   | ۱۰   | ۳۳    |
| ۴               | پاکستان (PAK)      | ۸   | ۱۱   | ۹    | ۲۸    |
| ۵               | فیلیپین (PHI)      | ۷   | ۶    | ۲۴   | ۳۷    |
| ۶               | کره جنوبی (KOR)    | ۴   | ۹    | ۱۰   | ۲۳    |
| ۷               | تایلند (THA)       | ۲   | ۶    | ۴    | ۱۲    |
| ۸               | مالایا (MAL)       | ۲   | ۴    | ۹    | ۱۵    |
| ۹               | میانمار (BIR)      | ۲   | ۱    | ۵    | ۸     |
| ۱۰              | سنگاپور (SIN)      | ۱   | ۰    | ۲    | ۳     |
| ۱۱              | سیلان (CEY)        | ۰   | ۲    | ۳    | ۵     |
| ۱۲              | هنگ کنگ (HKG)      | ۰   | ۲    | ۰    | ۲     |
| ۱۳              | افغانستان (AFG)    | ۰   | ۰    | ۱    | ۱     |
| ۱۳              | ویتنام جنوبی (VNM) | ۰   | ۰    | ۱    | ۱     |
| ۱۳              | کامبوج (CAM)       | ۰   | ۰    | ۱    | ۱     |
| مجموع (۱۵ کشور) | مجموع (۱۵ کشور)    | ۱۲۰ | ۱۲۲  | ۱۳۰  | ۳۷۲   |